# Мая Скурис
Мая Скурис (известна като Рътлидж, преди да бъде осиновена от Даяна Скурис) е измислен герой, изигран от актрисата Кончита Кембъл, в научнофантастичната поредица на USA Network 4400.

## Описание

### Сезон първи
Мая Рътлидж, е родена на 28 февруари 1938 г. и изчезнала на 3 март 1946 година, на 8-годишна възраст, от градчето Кресън сити, щата Калифорния. Тя е първа от отвлечените, и първа изявява своите способности, измежду завърналите се 4400.
Мая започва да записва виденията си в дневници.

### Сезон втори
Майка ѝ, Даяна Скурис, агент на NTAC, я осиновява в първия епизод на Сезон втори. Мая е първата от 4400-те, която развива срив на имунната система, вследствие на Промициновия инхибитор.

### Сезон трети
Мая бива похитена отново, от представител на бъдещето, представящ се за нейна биологична сестра, и я връща в друга точка от времевата линия (1847 година). Бива върната в настоящето, след постигнато споразумение между представители на бъдещето, и Том Болдуин.
Мая започва да посещава ученически класове за деца от 4400-те, в центъра „4400“. В края на Сезон трети, Даяна прекратява посещенията на Мая в ученическите занятия в центъра „4400“, поради съображения за сигурност, късаещи Мая. В края на филма (Сезон трети), Мая се мести в Испания, заедно с майка си, и Бен.

### Сезон четвърти
В началото на четвърти сезон, тримата се завръщат в САЩ, след като става ясно, че леля ѝ Ейприл е изчезнала. Става ясно, че тя подкрепя плановете на Джордън Колиър за бъдещето.

## Способности
Мая има способността да вижда бъдещи събития (предчувствия). Като цяло, Мая, трудно може да контролира тази си способност, и виденията ѝ се появяват по всяко време, без предупреждение. Чрез концентрация, тя може да предвиди специфично събитие, първото, от които е, когато Мая помага на леля си да спечели при залагане на хазарт. По време на Сезон трети, Мая признава, че способностите ѝ се увеличават, след като е спряла приема на Промициновия инхибитор.